# Kouign-amann

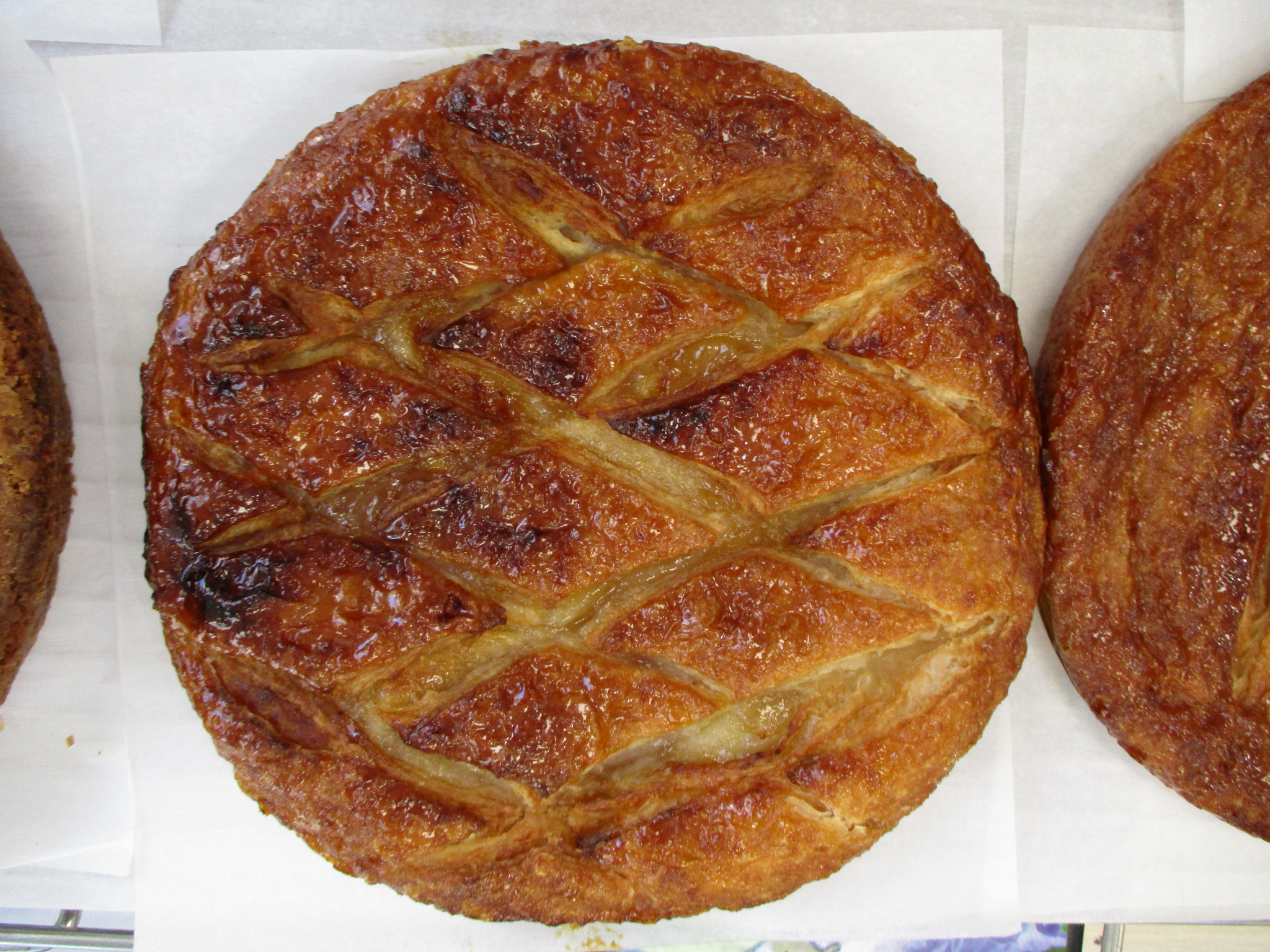
Kouign-amann

Kouign-amann je bretonské sladké pečivo, které bývá někdy nazýváno "nejtučnější pečivo v Evropě". Název pochází z bretonštiny, konkrétně ze slov kouign (koláč) a amann (máslo). Dříve se tradičně vyrábělo z chlebového těsta, dnes se již vyrábí z těsta plundrového. Tradiční douarnenezský kouign-amann obsahuje přibližně 40% těsta, 30% cukru a 30% másla a je to jedna velká placka, ale běžně se lze setkat také s menšími kouign-amanny (tzv. kouignettes), s podobným tvarem jako cupcaky. Na každý kouign-amann se nanáší cukr, který karamelizuje.
Kouign-amann patrně vynalezl v roce 1860 jistý Yves-René Scordia (1828–1878) v bretaňském městě Douarnenez, ale zdomácněl v celé Bretani a lze se sním setkat i ve zbytku Francie a také mimo Francii (např. v USA).